# Delta de Donsker
En teoría de la probabilidad, la función delta de Donkster de una variable aleatoria X es una función continua {\displaystyle \delta _{Y}(\cdot )} definida sobre un espacio de probabilidad,tal que para cualquier función medible g se cumple la propiedad:

{\displaystyle \delta _{Y}(\cdot ):\mathbb {R} \to {\mathcal {S}}^{*}\subset L_{2}(\Omega ,{\mathcal {A}},P),\qquad \int _{\mathbb {R} }g(y)\delta _{Y}(y)\ {\text{d}}y=g(Y)}, c.t.p.

donde:
{\displaystyle L_{2}(\Omega ,{\mathcal {A}},P)}, es el conjunto de funciones de cuadrado integrable del espacio de probabilidad {\displaystyle (\Omega ,{\mathcal {A}},P)}.
{\displaystyle {\mathcal {S}}^{*}} es el espacio de distribuciones de Hida, que a su vez, es el dual del espacio de funciones de prueba de Hida.